# Echte Jannen
Echte Jannen was een radioprogramma van PowNed dat werd uitgezonden op Radio 1. De presentatie was in handen van Jan Heemskerk en Jan Roos.
Op 14 april 2011 werd bekendgemaakt dat het radioprogramma per 1 september 2011 zou stoppen. PowNed wilde zich meer gaan richten op de dagprogrammering. Toen bleek dat in de dagprogrammering van Radio 1 geen plek was, werd besloten het programma een doorstart te geven. De rol van Jan Dijkgraaf werd overgenomen door Jan Heemskerk (voormalig hoofdredacteur van Playboy).
Op 29 juni 2015 maakte Jan Roos bekend te stoppen bij PowNed. Daarmee kwam aan het radioprogramma Echte Jannen een eind.

## Inhoud
Echte Jannen bestond uit een gesprek met een hoofdgast en een aantal vaste onderdelen. De hoofdgast was een bekend persoon.
Politiek was een veelbesproken onderwerp in Echte Jannen. De ondertoon van het programma was humoristisch en tamelijk rechts. Ondanks dat zijn er ook regelmatig linkse politici in de uitzending te horen geweest. Ook het hebben van een 'scoop' behoorde hierbij.

## Vaste onderdelen
Echte Jannen begon met "Echte Jan of Johan". Jan Heemskerk en Jan Roos namen door wie de voorbije week een "Echte Jan" of "Johan" was geweest.
Vervolgens werd de hoofdgast geïntroduceerd, met wie iets minder dan anderhalf uur werd gesproken. Het gesprek werd onderbroken door platen en vaste onderdelen. De meeste vaste onderdelen waren in de tweede helft van de uitzending te horen, nadat de hoofdgast was vertrokken.

### Echte Jan of Johan
Een "Echte Jan" was een held, iemand die goede dingen doet en lef heeft. Een "Johan" was daar het tegenovergestelde van, een sukkel. Gedurende het eerste jaar van het programma, werd Francisco van Jole de grootste (über) "Johan" genoemd.

### La vie Jan Roos
In deze column gaf Jan Roos zijn mening over een actuele kwestie.

### Sporten
De Jannen belden in dit onderdeel met een sportcommentator. Veelal werd het afgelopen eredivisie-weekend besproken en vooruitgeblikt naar de volgende speelronde.
Voorheen was Leo Driessen de vaste sportcommentator. Nadat Driessen hiermee gestopt was, maakte men gebruik van wisselende commentatoren.

### Martin Simek
Gesproken column van Jan Roos als Martin Simek.

### Het Haags Geluid
De Jannen belden met een Tweede Kamerlid om de stand van zaken in de politiek door te nemen. Aanvankelijk was journalist Bas Paternotte vaste medewerker voor het politieke nieuws, maar na een uitzending waarin Paternotte de zieke Jan Roos verving, werd hij uit het programma verwijderd vanwege misdragingen.
Het favoriete Tweede Kamerlid van De Jannen was Pieter Omtzigt van het CDA.

### Dagboek van een liefdespanter
Column van Jan Heemskerk, waarin hij vertelde wat hij heeft meegemaakt, meestal op het gebied van liefde, seks en vrouwen.

### Het weer
De Jannen bespraken het weer van afgelopen week en komende week met weerman Gerrit Vossers.

### De na-neuk
In de laatste minuten van de uitzending blikten de Jannen terug op de uitzending en keken ze vooruit naar de volgende keer.

## Vervallen onderdelen

### Het Echte Jannen-radiospel
"Eén quote, drie nieuwsfeiten - Het Echte Jannen-radiospel". Spelletje waarbij de luisteraars drie nieuwsfeiten moesten halen uit aan elkaar geplakte fragmenten. Vaak noemden de presentatoren het spel een "kutspel", dat ze alleen maar spelen omdat de producer ("de dwerg/kabouter") het zo leuk vindt. Na het draaien van het fragment kon gebeld worden. Wie in de uitzending de juiste nieuwsfeiten noemde, won een "Echte Jannen"-T-shirt.

### Lieve Jannen
Luisteraars konden hun vragen op het gebied van liefde en seks via Twitter naar de Jannen sturen. In de rubriek Lieve Jannen lazen de Jannen de vraag voor en gaven hier vervolgens een antwoord op. 

### Wat een geleuter
Luisteraars konden telefonisch in de uitzending hun mening geven over een (ongenuanceerde) stelling.

### Nico Dijkshoorn
Gesproken column van Jan Roos als Nico Dijkshoorn.